# Valencia (1927)
Valencia, du Schönste aller Rosen ist ein im Süden Spaniens spielender, deutscher Stummfilm aus dem Jahre 1927. Unter der Regie von Jaap Speyer spielt María Dalbaicín die Titelrolle. Ihre männlichen Filmpartner sind Oskar Marion, Johannes Riemann und der Franzose Jean Murat.

## Handlung
Der Film schildert die (fiktiven) Begebenheiten, die zu der Entstehung des Weltschlagers „Valencia“ führten. Im südspanischen Málaga lebt ein glutäugiges, temperamentsprühendes Blumenmädchen mit Namen Valencia, dass wie Bizets „Carmen“ den Männern reihenweise den Kopf verdreht. Viele Kavaliere hat sie bereits abgewiesen. Auch der Klavierspieler Carlos Galiano ist in Liebe für sie entbrannt, Da aber Valencia auch ihn abblitzen lässt, vertieft er sich ganz in die Musik und versucht seiner Trauer mit der Komposition eines Liedes Ausdruck zu verleihen, das den Namen seiner unerreichbaren Herzdame trägt: Valencia. Dieses Lied feiert einen Siegeszug rund um die ganze Welt. Doch erst im Augenblick, als das Mädchen Valencia nun doch seine Liebe zu erwidern beginnt und in Carlos’ Arme sinkt, beginnt er wahres Glück zu empfinden.

## Produktionsnotizen
Valencia entstand im März/April 1927 im Atelier von München-Geiselgasteig, die Außenaufnahmen wurden in Málaga angefertigt. Der Film passierte am 19. Mai 1927 die Zensur und wurde am 30. Mai 1927 in Berlins Ufa-Palast am Zoo uraufgeführt. Der Film besaß sieben Akte, verteilt auf 2608 Metern Länge.
Ludwig Reiber entwarf die Filmbauten.

## Rezeption
Die Österreichische Film-Zeitung schrieb: „Ein echter Stierkampf, der in die Handlung eingeflochten ist, erhöht die starke Wirkung dieses hochinteressanten Films.“